# Acid 2,6-dihidroxibenzoic
Acidul 2,6-dihidroxibenzoic (denumit și acid γ-rezorcilic) este un compus organic, fiind un acid dihidroxibenzoic. Fiind un izomer de acid rezorcilic, este unul dintre cei trei acizi cristalini izomeri care sunt atât derivați carboxilici ai rezorcinolului, cât și derivați dihidroxilici ai acidului benzoic.